# 金佛山小檗
金佛山小檗（学名：Berberis jinfoshanensis）为小檗科小檗属下的一个种。

## 扩展阅读
- 維基物種上的相關：金佛山小檗